# Anna Karina
Pour les articles homonymes, voir Karina et Bayer.
Hanne Karin Bayer, dite Anna Karina, est une actrice, chanteuse et écrivaine franco-danoise, née le 22 septembre 1940 à Frederiksberg Solbjerg (Danemark) et morte le 14 décembre 2019 dans le 14e arrondissement de Paris.
Elle est principalement connue pour ses rôles dans les films de Jean-Luc Godard entre 1960 et 1967 et pour sa carrière de chanteuse, notamment aux côtés de Serge Gainsbourg (Sous le soleil exactement) durant les années 1960 puis pour un album signé Philippe Katerine, en 1999.

## Biographie

### Jeunesse et débuts
Hanne Karin Bayer,,,, est née le 22 septembre 1940 à Frederiksberg, au Danemark. Sa mère était propriétaire d'un magasin de vêtements et son père, capitaine de navire, a quitté la famille un an après sa naissance,,.
Elle a vécu avec ses grands-parents maternels pendant quatre ans, puis a passé les quatre années suivantes dans une famille d'accueil avant de retourner vivre avec sa mère et son beau-père violent à l'âge de huit ans,,,. Enfant, sa mère la rabaissait et lui disait que ses yeux et son front étaient trop grands. Elle se décrit enfant comme ayant une « terrible envie d'être aimée », car elle se sentait non désirée et mal aimée. Elle a tenté à plusieurs reprises de s'enfuir de chez elle, essayant de trouver des bateaux qui l'emmèneraient en Suède ou en Amérique,. Elle rêvait de devenir actrice depuis son plus jeune âge et voulait suivre des cours d'art dramatique, mais à l'époque, l'âge minimal requis pour les écoles d'art dramatique danoises était de 21 ans.

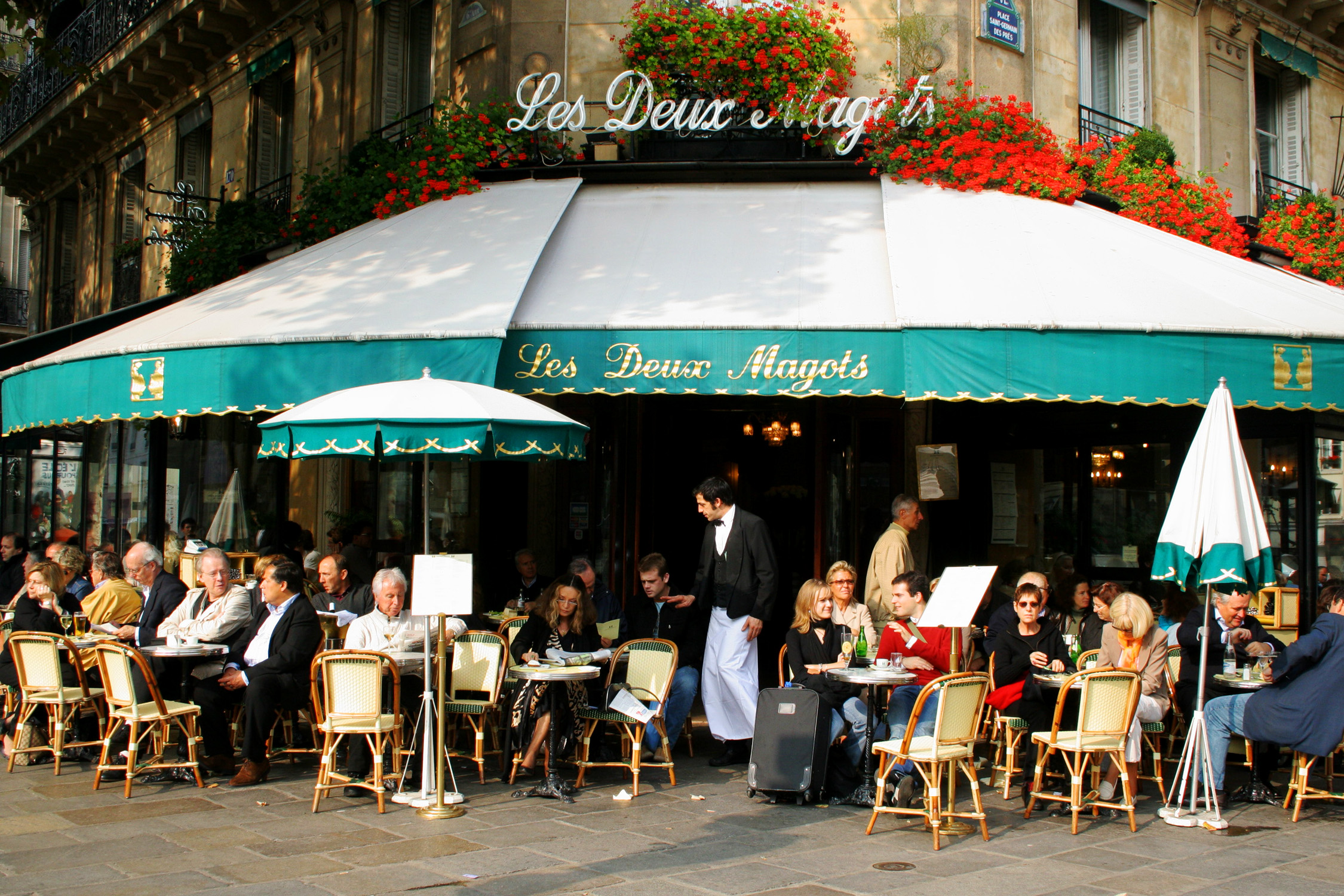
Le café Les Deux Magots, où Anna Karina est abordée par Catherine Harlé.

Lorsqu'elle est étudiante, elle va rarement à l'école et lorsqu'elle obtient de bonnes notes à ses examens, son école refuse de croire qu'elle l'a fait sans tricher. Cette injustice la pousse à quitter l'école à l'âge de 14 ans.
Après avoir quitté l'école, elle travaille comme liftière dans un grand magasin et comme assistante d'un illustrateur.

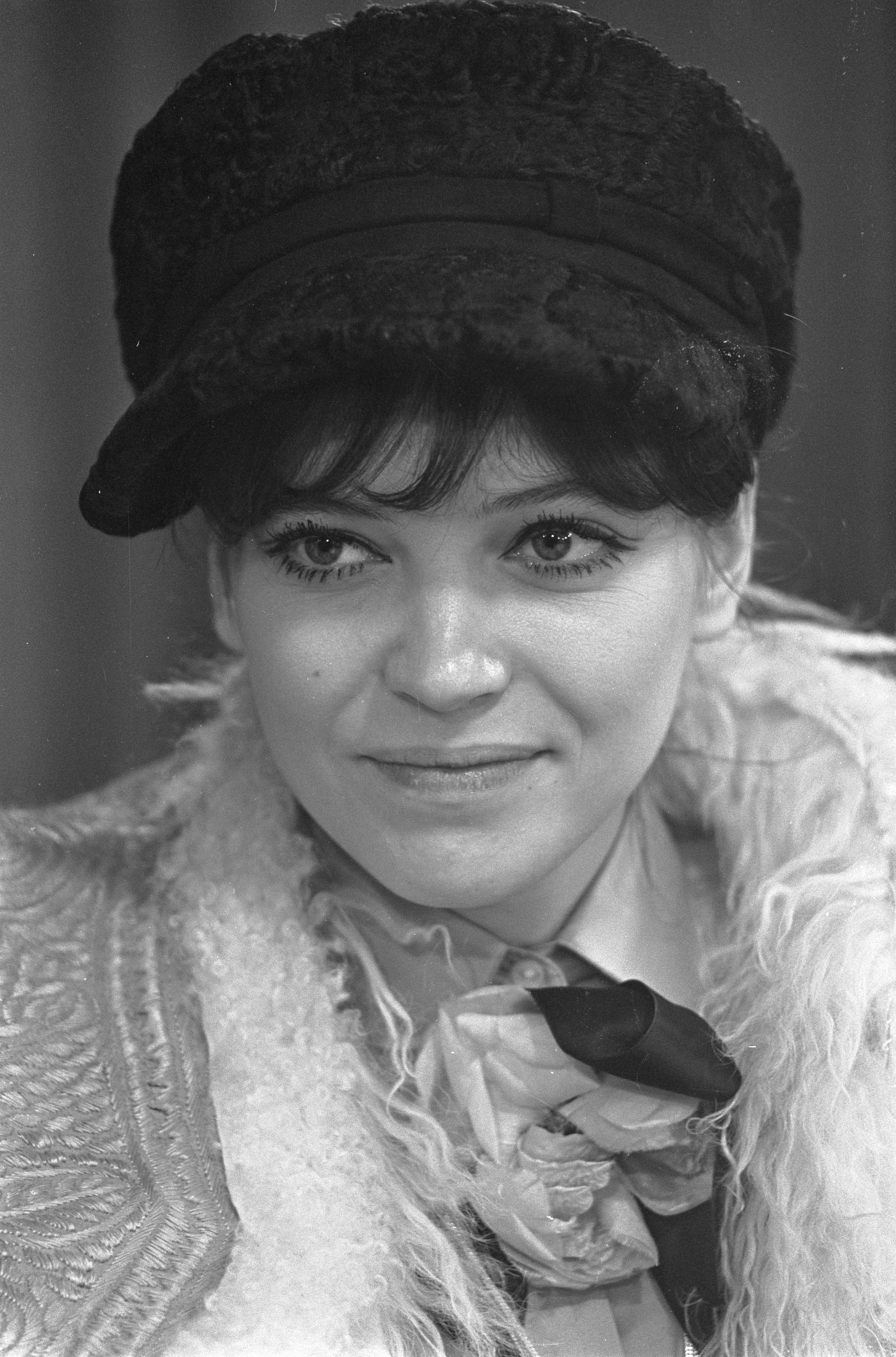
Anna Karina à Schiphol en 1968.

Elle commence sa carrière professionnelle au Danemark, où elle chante dans des cabarets et travaille comme mannequin dans des publicités. À 14 ans, elle est repérée dans la rue par Ib Schmedes, qui lui confie le rôle principal de son moyen métrage de quarante minutes La Jeune Fille aux souliers (1959), primé à Cannes,,. Cependant, comme les choses ne semblent pas aller bien à la maison, où un soir son beau-père la bat très violemment, elle décide de partir,. Avec l'équivalent de 15 euros, qu'elle a reçus de son grand-père, elle fait de l'auto-stop jusqu'à Paris. Elle a déclaré que, bien qu'elle ait grandi au Danemark, elle était « fascinée » par la France et qu'après avoir voyagé à Paris à l'âge de 14 ans, elle voulait y retourner pour y vivre.
Au cours de l'été 1958, à l'âge de 17 ans, Karina arrive à Paris,,,. Avec seulement 10 000 francs et ne parlant pas français, elle a du mal à trouver un endroit où loger et doit demander à des prêtres du voisinage de lui trouver un endroit où dormir. Finalement, un jeune prêtre lui trouve une petite chambre dans la rue Pavée, dans Le Marais,. Un jour, alors qu'elle est affamée et qu'elle erre dans Paris, elle se retrouve à Saint-Germain-des-Prés. Elle s'installe au café Les Deux Magots,, où une femme, Catherine Harlé, l'aborde et lui demande si elle veut bien faire des photos. D'abord méfiante, Karina finit par accepter lorsqu'elle apprend qu'il s'agit d'une séance photo professionnelle pour le magazine Jours de France,. Une fois la séance terminée, Harlé, tout en disant à Karina qu'elle n'est pas très douée, lui procure quelques contacts.
Elle commence à travailler comme mannequin et finit par réussir à poser pour plusieurs magazines, dont Elle dirigée par Hélène Lazareff, où elle rencontre Pierre Cardin et Coco Chanel. Karina a déclaré que lorsqu'elle a rencontré Chanel sur le plateau de la séance de photos de Elle, Chanel lui aurait dit : « Je crois que tu veux être actrice... Il faut que tu apprennes le français. Comment t'appelles-tu, petite fille ? » « Hanne Karin Bayer » a répondu Karina. Et Chanel de répondre « Non : Anna Karina - appelle-toi comme ça »,. Ce nom a été délibérément inventé pour évoquer le roman Anna Karénine de Léon Tolstoï,. Elle est également apparue dans des publicités pour des marques telles que Coca-Cola, Pepsodent et Palmolive. Elle était encore mineure mais elle a gagné suffisamment d'argent pour se trouver un endroit où loger. Et comme elle voulait toujours faire de l'art dramatique, elle s'est assise dans les salles de cinéma et elle a regardé des films français pour apprendre la langue,.

### Carrière cinématographique

Anna Karina lors de la Mostra de Venise 1967.

Jean-Luc Godard, alors critique pour les Cahiers du cinéma, aperçoit Karina pour la première fois dans les publicités Palmolive dans lesquelles elle posait dans une baignoire remplie de mousse. Il était en train de faire des auditions pour son premier long métrage À bout de souffle (1960) et lui propose un petit rôle, mais elle refuse lorsqu'il mentionne qu'il y aurait une scène de nu. Lorsque Godard se dit interloqué par son refus, faisant remarquer sa nudité dans les publicités Palmolive, elle aurait répondu : « Non mais vous êtes fou ! Je porte un maillot de bain dans cette pub, c’est juste qu’il est recouvert par les bulles de savon. C’est vous qui m’avez imaginée nue ! ». Finalement, le personnage que Godard réservait à Karina n'est pas apparu dans le film. Godard lui a offert un rôle dans son film suivant Le Petit Soldat (qui n'est sorti qu'en 1963), qui porte sur les actions controversées de la France pendant la guerre d'Algérie. Elle y incarne une militante pro-algérienne. Karina, alors âgée de moins de 21 ans, doit persuader sa mère, dont elle est séparée, de venir de Copenhague signer le contrat pour elle,,. Le film a été immédiatement censuré, interdit dans les salles françaises en raison de son contenu faisant référence à la guerre d'Algérie. Godard et Karina se marient peu de temps après le tournage du Petit Soldat.
En 1961, le public la découvre dans Ce soir ou jamais de Michel Deville, remplaçant au pied-levé Marie-José Nat (1940-2019) contre l'avis de Jean-Luc Godard. Mais à la sortie du film, il la trouve fabuleuse et lui propose le premier rôle dans Une femme est une femme où elle partage l'affiche avec Jean-Paul Belmondo et Jean-Claude Brialy. Pour son interprétation du personnage d'Angela, elle obtient l'Ours d'argent de la meilleure actrice à la Berlinale 1961. Elle enregistre sa première chanson, tirée de ce film, La chanson d'Angela, dont les paroles sont signées par Jean-Luc Godard et la musique par Michel Legrand. Anna Karina s'impose comme l'égérie de Jean-Luc Godard pour lequel elle joue dans sept films dont Pierrot le Fou, Bande à part, Vivre sa vie ou encore Alphaville, et devient ce faisant une icône de La Nouvelle Vague. Elle chante dans de nombreux films, particulièrement des chansons de Serge Rezvani (qui signe Cyrus Bassiak).
La carrière d’Anna Karina ne se limite pas aux films de Jean-Luc Godard : elle obtient nombre de succès dans ceux d’autres réalisateurs. Dans les années 1960, elle tourne pour Agnès Varda, Chris Marker, Roger Vadim ou Jean Aurel. Sa prestation dans Suzanne Simonin, la Religieuse de Diderot (1967) de Jacques Rivette, en 1964, est remarquée, mais le film est interdit par la censure. Anna Karina est dirigée en 1967 par Luchino Visconti dans L'Étranger, aux côtés de Marcello Mastroianni. La même année, Anna Karina est l'héroïne de la seule comédie musicale signée par Serge Gainsbourg, Anna, téléfilm réalisé par Pierre Koralnik et dans lequel elle joue aux côtés de Jean-Claude Brialy et Serge Gainsbourg. Parmi les nombreuses chansons écrites pour elle par Gainsbourg, Sous le soleil exactement devient sa chanson la plus populaire et elle l'interprète sur les plateaux télévisés. Elle apparaît dans le documentaire Des écrivains à New York, dans Italiques en 1972.
En 1973, Anna Karina fait ses débuts de réalisatrice avec Vivre ensemble, qu'elle écrit, produit, et dans lequel elle joue également, donnant son premier rôle à l'animateur radio Michel Lancelot. Le film est présenté au Festival de Cannes dans le cadre de la Semaine de la critique.

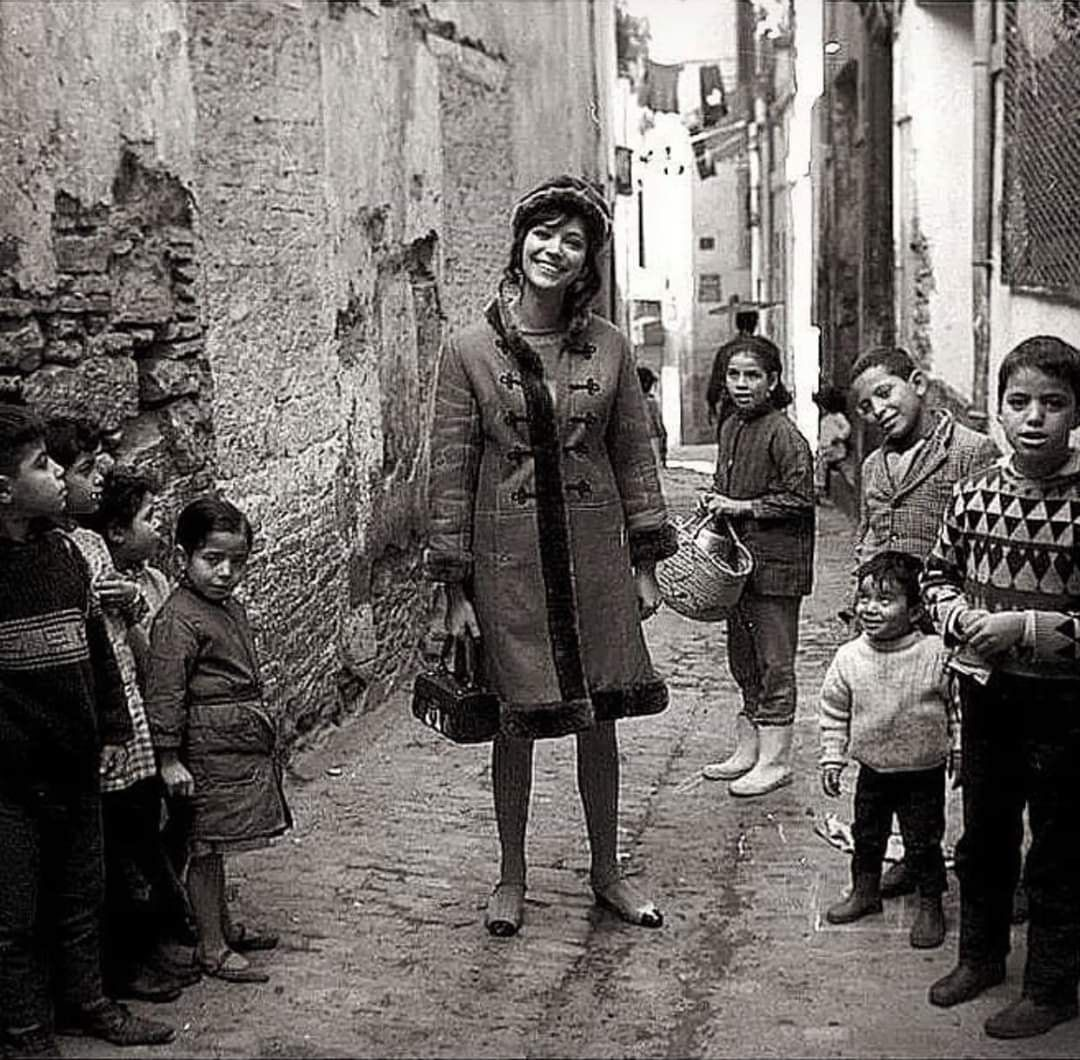
Anna Karina à la Casbah d'Alger en 1967 pendant le tournage du film L'Étranger, de Luschino Visconti, avec Marcello Mastroianni.

Après avoir joué sous la direction de Franco Brusati, Benoît Jacquot ou encore Rainer Werner Fassbinder, Anna Karina revient au théâtre en 1978 dans une pièce écrite et mise en scène par Françoise Sagan, Il fait beau jour et nuit. En 1982, Anna Karina donne la réplique à Ava Gardner et Anthony Quinn dans Regina Roma de Jean-Yves Prat. Elle écrit, chante et joue également dans La Dernière Chanson en 1987 réalisé par Dennis Berry son quatrième époux. La même année, le film d'Alain Maline lui vaut son unique nomination à la Cérémonie des César, puis elle est l'invitée de Thierry Ardisson dans l'émission Bains de minuit aux Bains Douches, où Jean-Luc Godard lui fait la surprise de sa participation. Ils ne s'étaient pas revus et parlé depuis vingt ans, et les propos échangés sur leur relation amoureuse et professionnelle, ainsi que de leur séparation, les rendent particulièrement émus, chacun à leur façon.

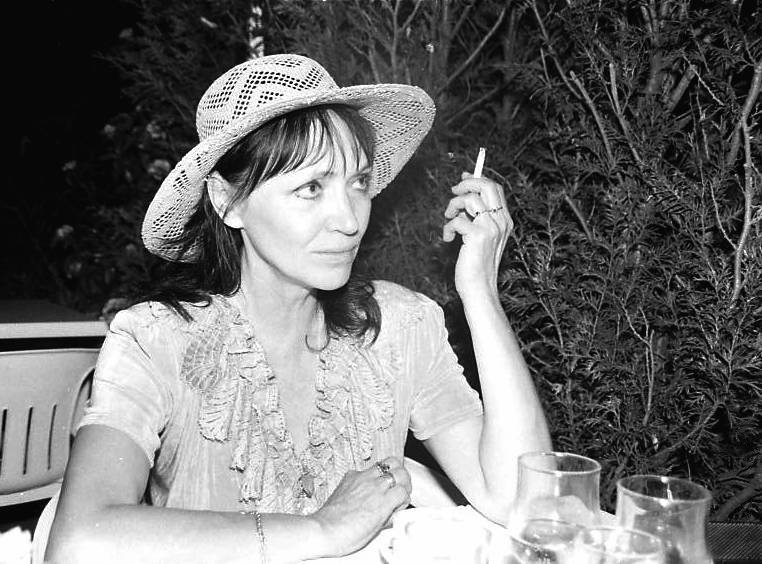
Anna Karina, invitée d'honneur du festival Sous les projecteurs à Villandraut (Gironde) en 1994.

Sa carrière se partage désormais entre cinéma, théâtre, écriture de romans et de chansons. On la retrouve sporadiquement au cinéma notamment dans Haut bas fragile (1994) qui lui permet de retrouver Jacques Rivette, trente ans après La Religieuse, puis partage l'affiche avec la jeune Marion Cotillard dans Chloé de Dennis Berry en 1996. Anna Karina est à l'affiche du Théâtre de la Renaissance en 1997 pour jouer l'adaptation du film d'Ingmar Bergman, Après la répétition, aux côtés de Bruno Cremer et Garance Clavel. Lors de la tournée qui suit, le directeur du Théâtre de Mâcon lui propose de débuter sur scène comme chanteuse et organise une rencontre avec Philippe Katerine. Ensemble, ils créent un spectacle joué pour la première fois le 30 septembre 1999 dans le cadre du Festival Les voix si Les voix la. Dans la foulée, Anna Karina publie en l'an 2000 l'album Une histoire d'amour (Barclay/Universal) sous l'égide de Philippe Katerine puis entame avec lui une tournée en France et à l'étranger délaissant peu à peu le grand écran. Elle apparaît toutefois dans Moi César de Richard Berry en 2002 puis elle chante dans La Vérité sur Charlie de Jonathan Demme toujours en 2002 où elle impose Katerine et Philippe Eveno parmi les figurants.
En 2007, elle écrit et réalise un road-movie nommé Victoria à Montréal, à Québec et au Saguenay–Lac-Saint-Jean dans lequel elle interprète le rôle principal aux côtés du jeune comédien Woodson Louis, du chanteur Jean-François Moran et d'Emmanuel Reichenbach. Ce long-métrage a été produit par la cinéaste canadienne Hejer Charf (Nadja Productions Inc). C'est Philippe Katerine qui compose la musique du film.
Anna Karina présente en 2009 la version restaurée de Pierrot le fou au Festival de Cannes et accompagne la ressortie du film dans plusieurs pays, notamment aux États-Unis en 2016. Pour les 50 ans de La Nouvelle Vague, elle est l'invitée d'honneur de la Cinémathèque de Copenhague en mai 2009.
Au début des années 2010, elle entreprend l'adaptation des contes d'Andersen en comédies musicales pour jeune public avec ses complices Katerine et Philippe Eveno et les participations de Jeanne Cherhal, Arielle Dombasle ou encore Barbara Carlotti.
En 2012, elle est l'invitée d'honneur du 5e Festival international du film de Dieppe puis en 2013, elle assiste aux représentations de la comédie musicale Anna de Serge Gainsbourg et Pierre Koralnik, adaptée sur la scène du théâtre du Rond-Point à Paris. Cécile de France y reprend son rôle sous la direction d'Emmanuel Daumas.

### Autres activités
Parallèlement, Anna Karina a mené une carrière de chanteuse tout en chantant dans de très nombreux films.
Jean-Luc Godard lui écrit La Chanson d'Angela pour le film Une femme est une femme sur une musique de Michel Legrand et lui fait interpréter J'entends, j'entends de Louis Aragon et Jean Ferrat dans le film Bande à part. Dans Pierrot le Fou, Anna Karina crée deux chansons de Bassiak dont Ma ligne de chance en duo avec Jean-Paul Belmondo. Elle chante en duo avec Claude Brasseur dans le film de Jacques Baratier Dragées au poivre en 1963 puis la chanson du film Le voleur de Tibidabo en 1964 et la chanson Plaisir d'amour dans le film de Rivette La Religieuse en 1965.

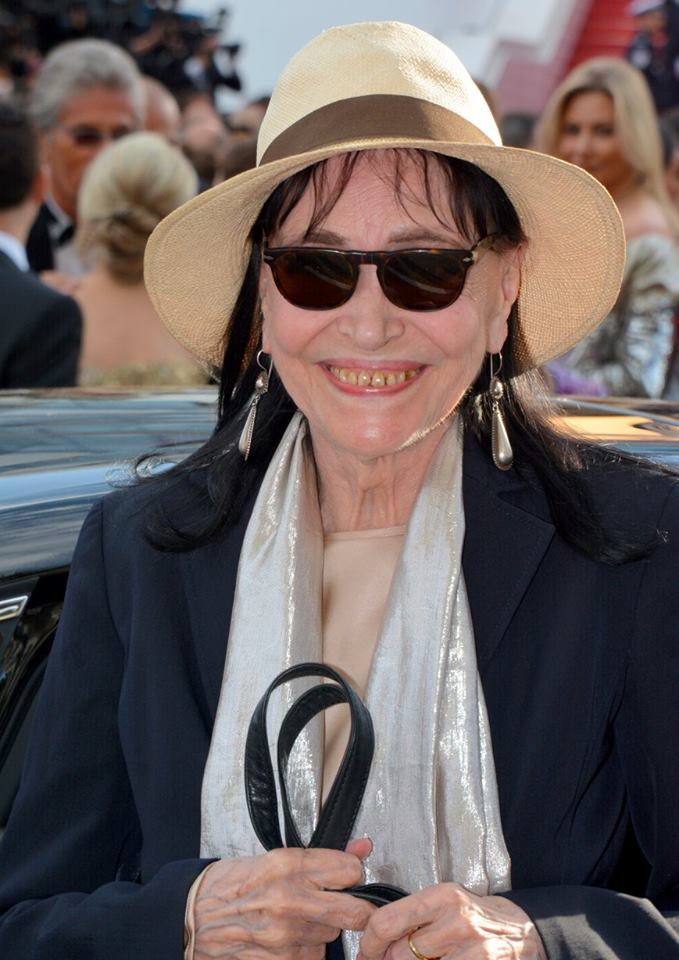
Anna Karina au festival de Cannes 2018.

En 1967, elle rencontre un grand succès avec Sous le soleil exactement et Roller Girl. Ces titres de Serge Gainsbourg sont extraits de la comédie musicale Anna de Pierre Koralnik. Elle y chante sept morceaux aux côtés de Serge Gainsbourg et de Jean-Claude Brialy.
Anna Karina reprend des standards du jazz dans le film Dernier Été à Tanger d'Alexandre Arcady en 1986. Elle se produit au Palace la même année avec les acteurs du film Last song pour y chanter des titres de Dennis Berry et Stéphane Vilar. Ces derniers écrivent également les chansons qu'elle interprète dans le film de Jacques Rivette Haut bas fragile en 1994. Elle est l'auteur de la chanson qu'elle chante dans La Vérité sur Charlie de Jonathan Demme ainsi que de la chanson de son film Vivre ensemble pour lequel elle a également enregistré deux chansons de Serge Gainsbourg restées longtemps inédites : Hier ou demain et La Noyée.
La plupart de ces titres ont été réunis sur les compilations Chansons de films parue en 2004 et Je suis une aventurière parue en 2018.
En 1999, elle a enregistré avec Philippe Katerine un album intitulé Une histoire d'amour. Le disque sort en 2000 et sera suivi d’une tournée dans les principaux festivals en France et à l'étranger. Anna Karina s'est produite également sur la scène du Printemps de Bourges 2006 pour un hommage à Serge Gainsbourg.
Elle adapte, écrit les paroles et chante dans deux comédies musicales mises en musique par Philippe Eveno : Le vilain petit canard et La petite sirène, tirés des contes d'Andersen où elle donne la vedette à Philippe Katerine.
Elle a écrit quatre romans, trois films, joué au théâtre et fait quelques apparitions dans des téléfilms.

### Dernières années
En 2017, son mari Dennis Berry lui consacre un documentaire Anna Karina, souviens-toi présenté au Festival Lumière de Lyon dont elle est l'invitée d'honneur.
En 2018, elle figure sur l'affiche du 71e Festival de Cannes aux côtés de Jean-Paul Belmondo dans une scène extraite du film Pierrot le fou de Jean-Luc Godard. C'est une année faste pour Anna Karina dont le premier film qu'elle a réalisé, Vivre ensemble, ressort en salles dans une version restaurée, tout comme Suzanne Simonin, La Religieuse de Diderot de Jacques Rivette, présenté à Cannes Classic, ainsi qu'un album de chansons intitulé Je suis une aventurière. Invitée du Festival de Cannes, elle se rend ensuite dans plusieurs villes de France pour accompagner la ressortie de ces deux films ainsi qu'à Tokyo en septembre 2018 pour la sortie japonaise de son album. À cette occasion, elle chante sur scène lors du festival Tandem accompagnée par David Aron-Brunetière.
Cette même année, l'actrice est mise en scène par le réalisateur Thomas Aufort dans un film tourné avec quatre caméras pour un poème holographique rendant hommage à Verlaine.

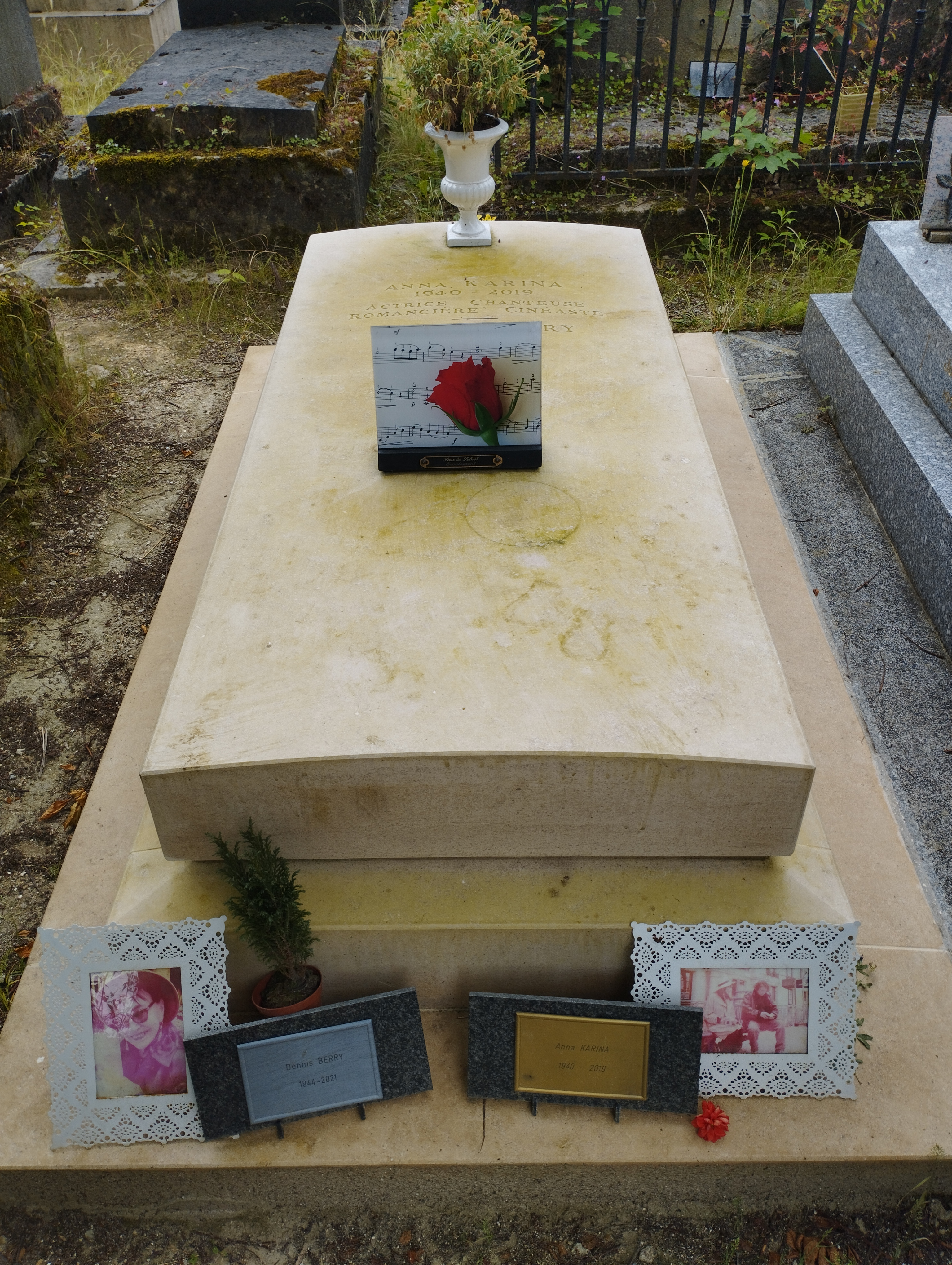
Tombe d'Anna Karina et Dennis Berry au cimetière du Père-Lachaise (division 49).

En septembre 2019, Anna Karina se rend à Châteauvallon où Charles Berling présente l'adaptation théâtrale du film Vivre sa vie de Jean-Luc Godard. Le 4 octobre, la cinémathèque de Grenoble lui rend hommage en sa présence.
Elle meurt à Paris le 14 décembre 2019 des suites d'une complication post-opératoire. Sa famille dément que sa mort soit due à un cancer. Ses obsèques sont célébrées le 21 décembre au cimetière du Père-Lachaise situé dans la même ville, en présence de nombreuses personnalité de la chanson et du cinéma dont Léa Seydoux, Jane Birkin et Marion Cotillard. Elle est inhumée dans la 49e division. Son mari, Dennis Berry la rejoindra dans le même caveau à sa mort survenue dix-huit mois après.
En janvier 2020, l'affiche de la 45e cérémonie des César est dévoilée. Elle représente une photographie d'Anna Karina, prise par Georges Dambier en 1959, alors qu'il travaillait pour le magazine Elle. Son visage apparait également sur les affiches de la rétrospective Tout Godard, notamment dans les stations du métro parisien en février 2020.

### Vie privée
Anna Karina épouse Jean-Luc Godard en 1961.
En septembre de cette même année, pendant le tournage du film Le Soleil dans l'œil, elle entame une liaison avec son partenaire de jeu, Jacques Perrin. Elle envisage alors de quitter son mari pour le jeune acteur. Lorsque le réalisateur en est informé, il saccage leur appartement. Le soir même, Anna Karina tente de se suicider avec des barbituriques. Mais Jacques Perrin la découvre à temps et appelle une ambulance. Elle est hospitalisée et sort quelques jours plus tard. Alors que les journaux annoncent que Godard et Karina vont divorcer et que l'actrice va épouser Perrin, celle-ci restera finalement avec son mari pour quelques années encore,,,.
Anna Karina et Jean-Luc Godard finiront par divorcer le 21 décembre 1964, quelques jours avant le début du tournage de leur cinquième film ensemble, Alphaville, le 4 janvier 1965.
En 1968, elle se marie avec Pierre Fabre. En 1974, elle divorce de ce dernier, pour épouser quatre ans plus tard Daniel Duval. Ils divorcent en 1981, l'année suivante, elle se remarie avec Dennis Berry, avec lequel elle vivra jusqu'à sa mort.

## Filmographie
Sauf indication contraire, les informations mentionnées dans cette section peuvent être confirmées par les bases de données cinématographiques IMDb et Allociné,  présentes dans la section « Liens externes ».

### Actrice

#### Cinéma

##### Longs métrages

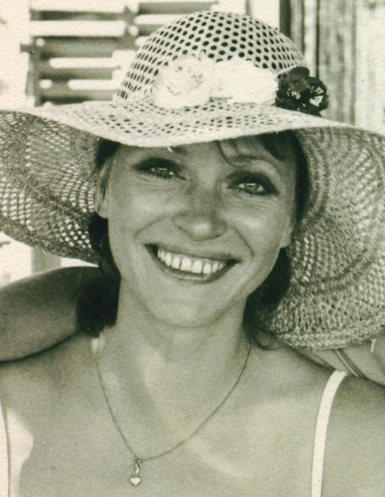
Anna Karina en 1977.

- 1960 : Le Petit Soldat de Jean-Luc Godard avec Michel Subor (sortie en 1963) : Veronica Dreyer
- 1960 : Ce soir ou jamais de Michel Deville : Valérie
- 1961 : Une femme est une femme de Jean-Luc Godard : Angela
- 1961 : Cléo de 5 à 7 d'Agnès Varda : Anna, la fiancée blonde
- 1961 : Le Soleil dans l'œil de Jacques Bourdon : Dagmar
- 1961 : She'll Have to Go de Robert Asher : Toni
- 1962 : Vivre sa vie de Jean-Luc Godard : Nana Kleinfrankenheim
- 1962 : Les Quatre Vérités, sketch : Le corbeau et le renard d'Hervé Bromberger : Colombe
- 1962 : Shéhérazade de Pierre Gaspard-Huit : Shéhérazade
- 1963 : Dragées au poivre de Jacques Baratier : la pauvre Ginette
- 1963 : Un mari à prix fixe de Claude de Givray : Béatrice Reinhoff
- 1964 : La Ronde de Roger Vadim : Rose
- 1964 : Bande à part de Jean-Luc Godard : Odile
- 1964 : Le Voleur du Tibidabo de Maurice Ronet : Maria
- 1964 : De l'amour de Jean Aurel : Hélène
- 1965 : Des filles pour l'armée (Le soldatesse) de Valerio Zurlini : Elenitza Karaboris
- 1965 : Pierrot le Fou de Jean-Luc Godard : Marianne Renoir
- 1965 : Alphaville, une étrange aventure de Lemmy Caution de Jean-Luc Godard : Natacha von Braun
- 1966 : Suzanne Simonin, la Religieuse de Diderot de Jacques Rivette ; Suzanne
- 1966 : Made in USA de Jean-Luc Godard : Paula Nelson
- 1966 : Le Plus Vieux Métier du monde, sketch Anticipation de Jean-Luc Godard : Natasha / Eléanor Romeovich, Hôtesse 703
- 1967 : L'Étranger (Lo straniero) de Luchino Visconti : Marie Cardona
- 1967 : Tendres Requins (Zärtliche Haie) de Michel Deville : Elena / Costa
- 1967 : Lamiel de Jean Aurel : Lamiel
- 1968 : Jeux pervers (The Magus) de Guy Green : Anne
- 1968 : Avant que vienne l'hiver (Before Winter Comes) de J. Lee Thompson : Maria
- 1969 : Michael Kohlhaas (Michael Kohlhaas – Der Rebell) de Volker Schlöndorff : Elisabeth Kohlhass
- 1969 : Justine de George Cukor : Melissa
- 1969 : La Chambre obscure (Laughter in the dark) de Tony Richardson : Margot
- 1969 : Le Temps de mourir d'André Farwagi : la femme sans nom
- 1970 : L'Alliance de Christian de Chalonge : Jeanne
- 1971 : Rendez-vous à Bray d'André Delvaux : Elle
- 1972 : Notre agent à Salzbourg (The Salzburg Connection) de Lee H. Katzin : Anna Bryant
- 1973 : Vivre ensemble d'elle-même : Julie Andersen
- 1973 : Pain et Chocolat (Pane e cioccolata) de Franco Brusati : Elena
- 1974 : L'Invention de Morel (L'invenzione di Morel) d'Emidio Greco : Faustine
- 1975 : Les Œufs brouillés de Joël Santoni : Clara Dutilleul
- 1976 : Roulette chinoise (Chinesisches Roulette) de Rainer Werner Fassbinder : Irene Cartis
- 1976 : L'Assassin musicien de Benoît Jacquot : Louise
- 1978 : L'Affaire louche (Ausgerechnet Bananen) d'Ulli Lommel : Natascha
- 1978 : Chaussette surprise de Jean-François Davy : Nathalie
- 1978 : Comme chez nous (Olyan mint ottho) de Márta Mészáros : Anna
- 1979 : Historien om en moder (da) de Claus Weeke : Christine Olsen
- 1980 : Charlotte, dis à ta mère que je l'aime d'Aly Borgini : Stéphane
- 1982 : Regina Roma de Jean-Yves Prat : Regina
- 1983 : L'Ami de Vincent de Pierre Granier-Deferre : Eléonore
- 1984 : Ave Maria de Jacques Richard : Berthe Granjeux
- 1985 : L'Île au trésor (Treasure Island) de Raoul Ruiz : la mère
- 1986 : Dernier Été à Tanger d'Alexandre Arcady : Myrrha
- 1986 : Last Song de Dennis Berry (+ scénario) : Susan
- 1987 : Cayenne Palace d'Alain Maline : Lola
- 1988 : L'Œuvre au noir d'André Delvaux : Catherine
- 1990 : L'Homme qui voulait être coupable (da) (Manden der ville være skyldig) d'Ole Roos (da) : Edith
- 1994 : Haut bas fragile de Jacques Rivette : Sarah
- 2002 : La Vérité sur Charlie (The Truth About Charlie) de Jonathan Demme : l'actrice
- 2003 : Moi César, 10 ans ½, 1m39 de Richard Berry : Gloria
- 2008 : Victoria d'elle-même : Victoria

##### Courts métrages
- 1959 : La Jeune Fille aux souliers (Pigen og skoene)[62] d'Ib Schmedes
- 1960 : Présentation ou Charlotte et son steak d'Éric Rohmer : voix de Clara
- 1961 : Les Fiancés du pont Mac Donald d'Agnès Varda : Anna, la jeune fille blonde
- 1962 : Petit Jour de Jackie Pierre : elle-même
- 1976 : Misère musique de Benoît Jacquot
- 1986 : Blockhaus USA de Christian Le Hémonet
- 2000 : Une histoire de K de Nicolas Ruffault : Anna
- 2001 : Nom de code : Sacha de Thierry Jousse : elle-même
- 2018 : Green, hommage à Verlaine de Thomas Aufort : elle-même

#### Télévision
- 1966 : Les Espions, épisode A Gift from Alexander d'Alf Kjellin (série) : Alina
- 1966 : Les Fables de La Fontaine, épisode Le Corbeau et le Renard d'Hervé Bromberger (série) : Madame Corbeau
- 1967 : Anna[63], de Pierre Koralnik (téléfilm): Anna
- 1971 : Z Cars, épisode Who Where You With ? : Part 2 de Derek Martinus (série) : la cliente
- 1971 : Carlos de Hans W. Geißendörfer (téléfilm) : Clara
- 1976 : Le Voyage à l'étranger de Philippe Ducrest (téléfilm) : Madeleine Cedrat
- 1976 : Cinéma 16 (série), La Vie en pièce de Daniel Moosmann : Edwina
- 1977 : Dossiers : Danger immédiat, épisode L'Affaire Martine Desclos[64] de Claude Barma (série) : Martine Desclos
- 1977 : Also es war so... de Karin Thome (téléfilm) : Columbine / Gertrude S.
- 1978 : Madame le juge, épisode 2 Monsieur Biais[65] de Claude Barma (série) : Emma
- 1979 : L'Eblouissement de Jean-Paul Carrère (téléfilm) : Francoise
- 1981 : Chambre 17 de Philippe Ducrest (téléfilm) : Ariane
- 1985 : La Dame des dunes de Joyce Buñuel (téléfilm)   Astrid
- 1989 : Moravagine de Philippe Pilard (téléfilm)
- 1996 : Chloé de Dennis Berry (téléfilm) : Katia

### Réalisatrice
- 1973 : Vivre ensemble
- 2008 : Victoria

## Théâtre
Sauf indication contraire ou complémentaire, les informations mentionnées dans cette section peuvent être confirmées par la base de données Les Archives du spectacle.
- 1963 : La Religieuse de Denis Diderot, mise en scène Jacques Rivette, Studio des Champs-Élysées
- 1971 : Toi et tes nuages d'Éric Westphal, mise en scène Roland Monod, Théâtre de l’Athénée
- 1978 : Il fait beau jour et nuit de Françoise Sagan, Comédie des Champs-Elysées
- 1997 : Après la répétition d'Ingmar Bergman, mise en scène Louis-Do de Lencquesaing, Théâtre de la Renaissance

## Publications
Anna Karina a publié quatre romans :
- Vivre ensemble, Presses de la Cité, 1973
- Golden City, Paris, Olivier Orban, 1983
- On n'achète pas le soleil, Paris, Ramsay, 1988
- Jusqu'au bout du hasard, Paris, Grasset, 1998

## Discographie

### 33 tours
- 1967 : Anna (comédie musicale) de Serge Gainsbourg

### 45 tours
- 1962 : La chanson d'Angela (paroles de Jean-Luc Godard), B.O.F. de Une femme est une femme (E.P. Philips)
- 1963 : La vie s'envole (de Serge Rezvani, sous le pseudonyme de Cyrus Bassiak) en duo avec Claude Brasseur, B.O.F. de Dragées au poivre (E.P., Philips)
- 1963 : Jamais je ne t'ai dit que je t'aimerai toujours, ô mon amour et Ma ligne de chance (de Serge Rezvani, alias Cyrus Bassiak), B.O.F. de Pierrot le Fou (single, Philips)
- 1967 : Sous le soleil exactement de Serge Gainsbourg (E.P., Philips)
- 1973 : Vivre ensemble (Au jour le jour) (musique de Claude Engel), B.O.F. de Vivre ensemble (Single, EMI/ Pathé Marconi)
- 2000 : Qu'est-ce que je peux faire en duo avec Philippe Katerine (CD single, Barclay)

### CD
- 2000 : Une histoire d'amour, écrit par Philippe Katerine (Barclay)
- 2004 : Chansons de films (Mercury)
- 2009 : Anna, bande originale du film, réédition en CD + DVD (Mercury)
- 2010 : Le Vilain Petit Canard, conte musical d'Anna Karina, d'après Hans Christian Andersen
- 2013 : La Petite Sirène, conte musical d'Anna Karina d'après Andersen avec Jeanne Cherhal, Philippe Katerine, John Ferrère, Delphine Volange, Barbara Carlotti (Balandras éditions/ Naïve)
- 2018 : Je suis une aventurière, compilation de titres extraits des films Une femme est une femme, Pierrot le Fou, Anna, Last song, de l'album Une histoire d'amour et plusieurs chansons inédites écrites et/ou composées par Dennis Berry, Stéphane Vilar, Anna Karina, Philippe Eveno et Howe Gelb (Balandras éditions/ EPM/ Universal)

### Participations
- 1998 : Ninoutchki en duo avec Dominique Dalcan sur l'album Ensemble (V2 Music)
- 2000 : Le Petit Colis en duo avec Katerine sur l'album Noël ensemble (Mercury)
- 2006 : Belle, chanson sur l'album French Cuisine d'Alif Tree
- 2006 : concert au Printemps de Bourges en hommage à Serge Gainsbourg aux côtés de Keren Ann, Rodolphe Burger, Alain Chamfort…

## Distinctions

### Décorations
- Chevalière de la Légion d'honneur le 14 avril 2017[66]
- Commandeure de l'ordre des Arts et des Lettres le 15 février 1996[67]

### Récompenses
- Berlinale 1961 : Ours d'argent de la meilleure actrice pour Une femme est une femme de Jean-Luc Godard
- Prix Henri Langlois 2014 : Prix d'honneur, pour l'ensemble de sa carrière de comédienne

### Nomination
- César 1988 : meilleure actrice dans un second rôle pour Cayenne Palace

### Documentaire
- Anna Karina - Souviens-toi, de Dennis Berry, 2016